# Synklastisch
Als synklastisch bezeichnet man die gleichsinnige Krümmung einer Kuppel (griechische Präposition syn-: zusammen, gemeinsam, mit). Sie besitzt ein positives Krümmungsmaß

{\displaystyle \kappa ={\frac {1}{r_{1}r_{2}}}>0},

da die beiden Hauptkrümmungsradien {\displaystyle r_{1}} und {\displaystyle r_{2}} auf derselben Seite liegen.
Im Gegensatz dazu ist eine antiklastische Schale gegensinnig gekrümmt und hat ein negatives Krümmungsmaß.
Kuppeln und Schalen gehören zu den Flächentragwerken und weisen ein dreidimensionales Tragverhalten auf, da eine dritte Richtung durch die Krümmung vorliegt. Platten und Scheiben hingegen sind ebene 2D-Tragwerke.